# Thunder of PP
「thunder of PP」（サンダーオブピーピー）は、野川さくらの4枚目のシングル。2002年2月28日にランティスから発売された。

## 概要
シングル収録曲2曲は、PVが制作されているが、商品化されていない。

## 収録曲
1. thunder of PP
  - OVA『アーケードゲーマーふぶき』オープニングテーマ
2. Flowers〜心に咲かせて〜
  - OVA『アーケードゲーマーふぶき』エンディングテーマ
3. thunder of PP（off vocal）
4. Flowers〜心に咲かせて〜（off vocal）